# Plaza Baden-Powell
La plaza Robert Baden Powell o también llamada simplemente la plaza Baden Powell es un espacio público localizado en la Avenida El Parque de la Urbanización Campo Alegre del Municipio Chacao al este del Distrito Metropolitano de Caracas y al oeste del Estado Miranda en el centro norte de Venezuela.
La plaza fue inaugurada en el año 1964 con la presencia de Lady Olave Baden Powell y autoridades nacionales originalmente en la Avenida Francisco de Miranda, fue reinaugurada y cambiada de ubicación en la gestión de Irene Sáez alcaldesa de Chacao. La Asociación de Guías Scouts de Venezuela suele realizar eventos en el lugar. La plaza honra la memoria de Robert Baden Powell fundador del Movimiento Scout Mundial.